# Оюунбілегійн Пуревбаатар
Оюунбілегійн Пуревбаатар (монг. Оюунбилэгийн Пүрэвбаатар; нар. 23 листопада 1973, Улан-Батор) — монгольський борець вільного стилю, дворазовий срібний призер чемпіонатів світу, чемпіон Азії, чемпіон та срібний призер Азійських ігор, чемпіон Східноазійських ігор, бронзовий призер Кубку світу, учасник двох Олімпійських ігор. Заслужений спортсмен Монголії.

## Життєпис
Боротьбою почав займатися з 1987 року.
Виступав за борцівський клуб «Замчин» з Улан-Батора. Закінчив спортивну кар'єру у 2009 році. Працює тренером в Олімпійській школі боротьби.

## Спортивні результати на міжнародних змаганнях

### Виступи на Олімпіадах
| Змагання                    | Збірна   | Вагова категорія          | Місце           |
| --------------------------- | -------- | ------------------------- | --------------- |
| Літні Олімпійські ігри 2000 | Монголія | вільна боротьба, до 58 кг | дискваліфікація |
| Літні Олімпійські ігри 2004 | Монголія | вільна боротьба, до 60 кг | 13              |

### Виступи на Чемпіонатах світу
| Змагання                        | Збірна   | Вагова категорія          | Місце  |
| ------------------------------- | -------- | ------------------------- | ------ |
| Чемпіонат світу з боротьби 1994 | Монголія | вільна боротьба, до 52 кг | 8      |
| Чемпіонат світу з боротьби 1997 | Монголія | вільна боротьба, до 58 кг | 24     |
| Чемпіонат світу з боротьби 1998 | Монголія | вільна боротьба, до 58 кг | 9      |
| Чемпіонат світу з боротьби 1999 | Монголія | вільна боротьба, до 58 кг | 11     |
| Чемпіонат світу з боротьби 2001 | Монголія | вільна боротьба, до 58 кг | Срібло |
| Чемпіонат світу з боротьби 2002 | Монголія | вільна боротьба, до 60 кг | Срібло |
| Чемпіонат світу з боротьби 2003 | Монголія | вільна боротьба, до 60 кг | 13     |
| Чемпіонат світу з боротьби 2005 | Монголія | вільна боротьба, до 60 кг | 5      |

### Виступи на Чемпіонатах Азії
| Змагання                       | Збірна   | Вагова категорія          | Місце  |
| ------------------------------ | -------- | ------------------------- | ------ |
| Чемпіонат Азії з боротьби 1997 | Монголія | вільна боротьба, до 58 кг | Золото |

### Виступи на Азійських іграх
| Змагання           | Збірна   | Вагова категорія          | Місце  |
| ------------------ | -------- | ------------------------- | ------ |
| Азійські ігри 1998 | Монголія | вільна боротьба, до 58 кг | Срібло |
| Азійські ігри 2002 | Монголія | вільна боротьба, до 60 кг | Золото |

### Виступи на Кубках світу
| Змагання                    | Збірна   | Вагова категорія          | Місце  |
| --------------------------- | -------- | ------------------------- | ------ |
| Кубок світу з боротьби 2002 | Монголія | вільна боротьба, до 60 кг | Бронза |

### Виступи на Східноазійських іграх
| Змагання                 | Збірна   | Вагова категорія          | Місце  |
| ------------------------ | -------- | ------------------------- | ------ |
| Східноазійські ігри 1997 | Монголія | вільна боротьба, до 58 кг | Золото |

### Виступи на інших змаганнях
| Змагання                                                      | Збірна   | Вагова категорія          | Місце  |
| ------------------------------------------------------------- | -------- | ------------------------- | ------ |
| Тестовий турнір FILA 1998                                     | Монголія | вільна боротьба, до 58 кг | Золото |
| Олімпійський кваліфікаційний турнір з боротьби 2000 (Мінськ)  | Монголія | вільна боротьба, до 58 кг | Золото |
| Олімпійський кваліфікаційний турнір з боротьби 2000 (Лейпциг) | Монголія | вільна боротьба, до 58 кг | Золото |
| Олімпійський кваліфікаційний турнір з боротьби 2000 (Токіо)   | Монголія | вільна боротьба, до 58 кг | Золото |
| Олімпійський кваліфікаційний турнір з боротьби 2004 (Софія)   | Монголія | вільна боротьба, до 60 кг | 4      |